# 影印本

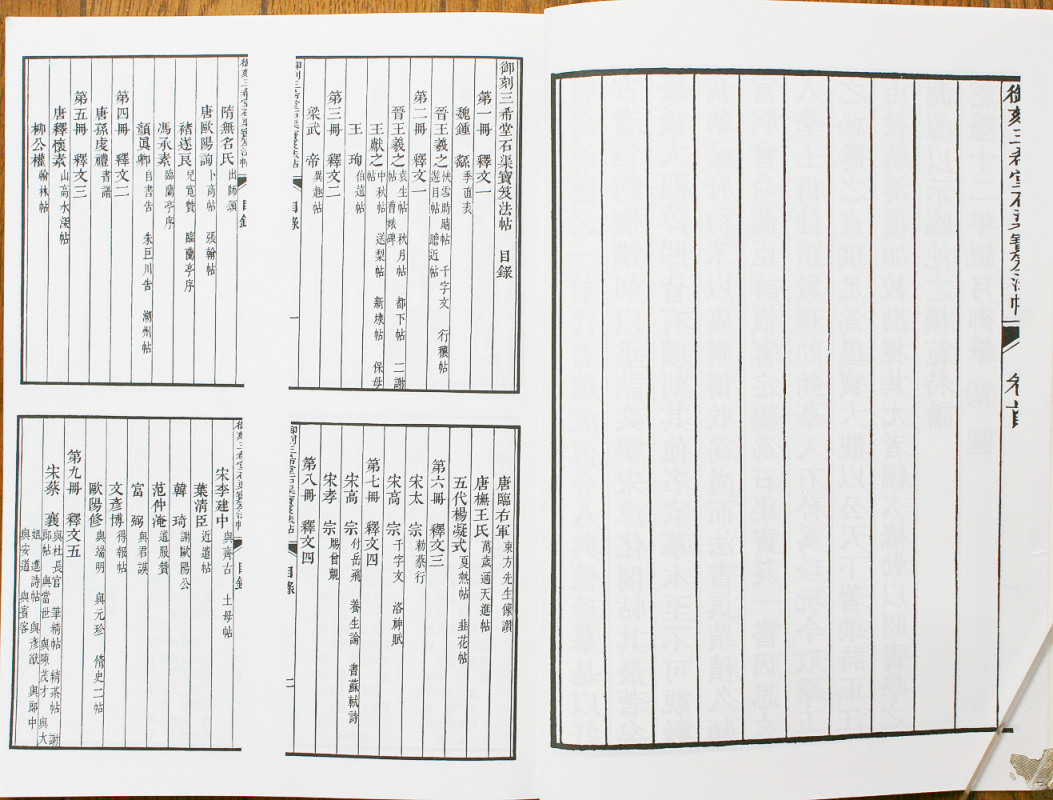
左頁は1頁に4頁分影印、右頁は1頁をそのまま影印 三希堂法帖釈文

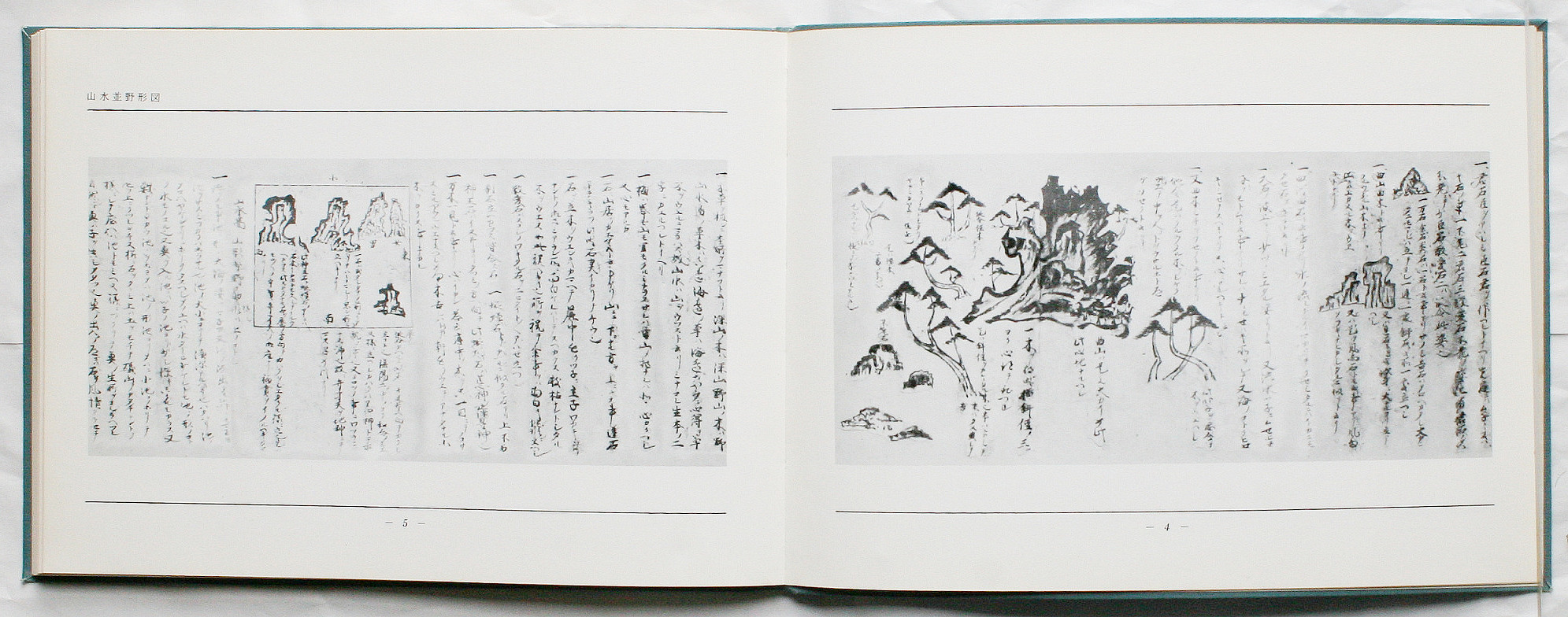
写本の影印 山水並野形図

影印本（えいいんぼん）とは、底本（通常は古い時代の貴重な書物）を写真撮影し、それを原版にしてオフセット印刷などの方法によって印刷した「複製本」のこと。景印本あるいは影印とも言う。
底本が書かれた当時の絵や文字をそのまま参照することができ、また、複製による新たな誤植や書き換えの生じる恐れが無いため、専ら研究用の資料として使用される。
木版印刷によって複製した場合は、覆刻本と呼ばれて区別される。また、複製本に限らないが、活字を用いて印刷した本は排印本あるいは鉛印本と呼ばれる。
底本は印刷本でも書写本でも関係なく、その複製本の寸法は原寸通りに再現されていなくてもよい。ただし、原本よりも縮刷されるのは構わないが、拡大印刷を行うことは好まれない。